# Göran Ahrne
Per Göran Erik Ahrne, född 29 april 1944, är professor emeritus i sociologi vid Stockholms universitet. Han har skrivit en rad böcker som behandlar organisationssociologi. 
Ahrne disputerade 1976 vid Uppsala universitet och blev 1994 professor i sociologi vid Stockholms universitet.

## Verk
Ahrne förordar en syn på samhället som frångår en sorts system- eller strukturell dimension, och istället utgår från "det sociala landskapet".
Förutom att publicera akademiska artiklar, syftar Ahrnes nuvarande forskning (2021) är två empiriska projekt vilka syftar till att förklara samhällsprocesser genom att undersöka olika organisationsformer och skillnader mellan organiserade relationer, respektive och sådana relationer som inte är formellt organiserade, till exempel vänskap.